# Kasza gryczana

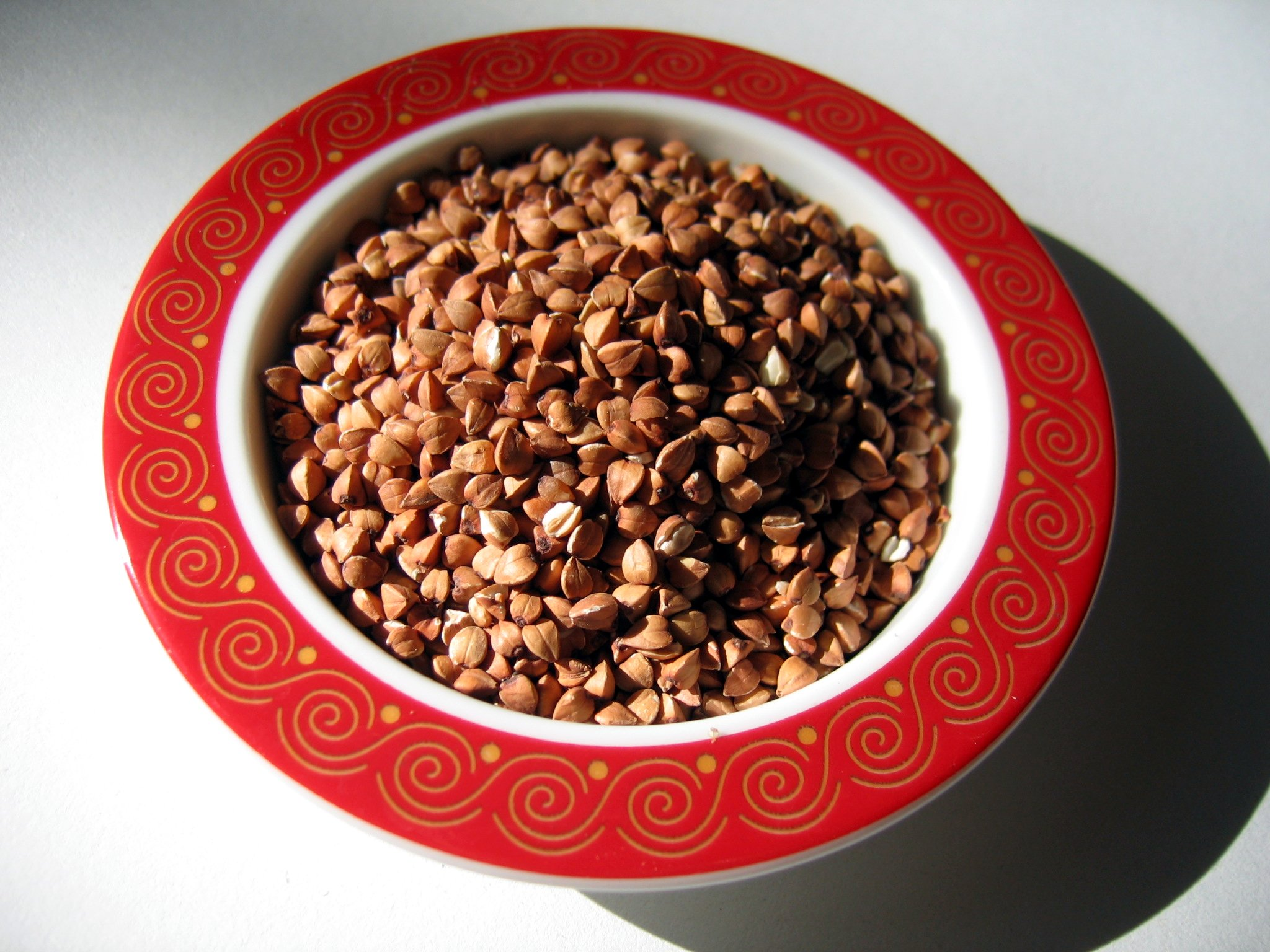
Kasza gryczana prażona

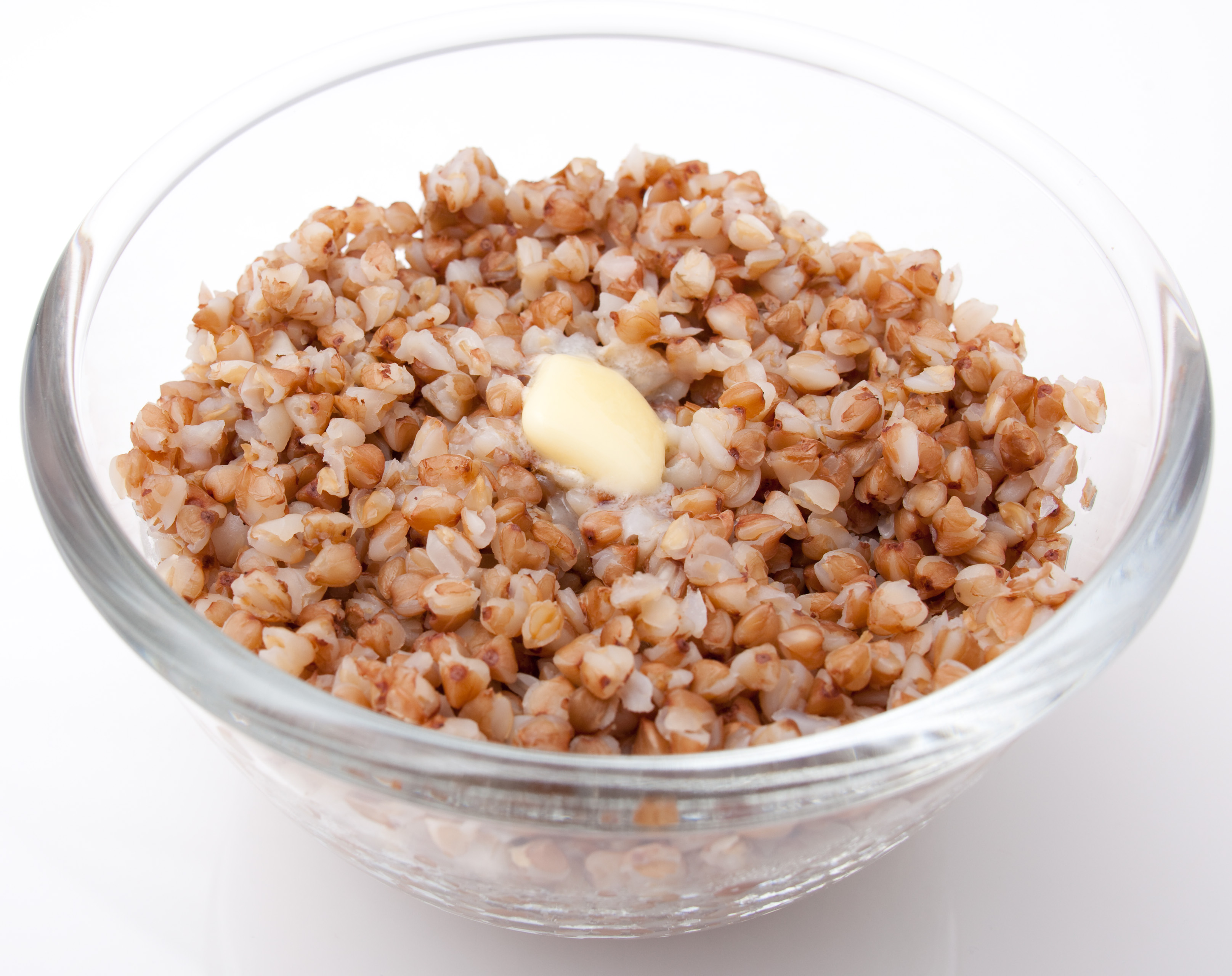
Ugotowana kasza gryczana z masłem

Kasza gryczana – kasza wytwarzana z obłuskanych nasion gryki zwyczajnej. Ze zmielonej kaszy gryczanej całej (białej lub prażonej) otrzymuje się mąkę gryczaną.

## Rodzaje kasz gryczanych
W Polsce, zależnie od sposobu obróbki wyróżnia się:
- kaszę gryczaną nieprażoną (zwaną też zwykłą lub białą):
  - całą,
  - łamaną,
  - łamaną drobną (kasza krakowska),
- kaszę gryczaną prażoną:
  - całą,
  - łamaną.

Czas przechowywania kaszy gryczanej od chwili wyprodukowania wynosi dziesięć miesięcy.

## Wytwarzanie
Przetworzenie gryki na kaszę składa się z następujących etapów:
- czyszczenie – usuwanie zanieczyszczeń i innych zbóż,
- sortowanie – usuwanie ziaren drobnych, o niepełnej wartości odżywczej,
- parowanie/suszenie – usuwanie gorzkiego posmaku, poprawa barwy ziaren i zmiana struktury bielma,
- frakcjonowanie według wielkości ziarna,
- obłuskiwanie – usuwanie łuski,
- wydzielanie ziaren obłuskanych z mieszaniny ziaren obłuskanych całych i połamanych, wolnej łuski, ziaren nieobłuskanych, cząstek okrywy, bielma, zarodków i mąki,
- przesiewanie uzupełniające,
- łączenie kaszy uzyskanej z różnych frakcji.

## Wartości odżywcze
Według danych USDA z 2015 roku, 100 gramów (surowej) prażonej kaszy gryczanej dostarcza 346 kcal i zawiera 11,7 grama białka, 2,7 grama tłuszczów, 75 gramów wszystkich węglowodanów, a w nich 10,3 grama błonnika. Nie zawiera glutenu. 

## Medycyna
Ze względu na delikatny smak i właściwości zdrowotne, jeszcze w początku XX wieku łamaną i niepaloną kaszę gryczaną często podawano dzieciom i chorym. Współcześnie kasza krakowska zalecana jest w dietach wrzodowej, łatwostrawnej, łatwostrawnej bogatobiałkowej, beztłuszczowej (niskotłuszczowej z ograniczeniem błonnika), wątrobowej (łatwostrawnej z ograniczeniem tłuszczu) – przy czym kasza gryczana cała jest w nich zabroniona. Ze względu na brak glutenu, kasze gryczane są zalecane w diecie bezglutenowej.

## Sztuka kulinarna

### Zasady gotowania

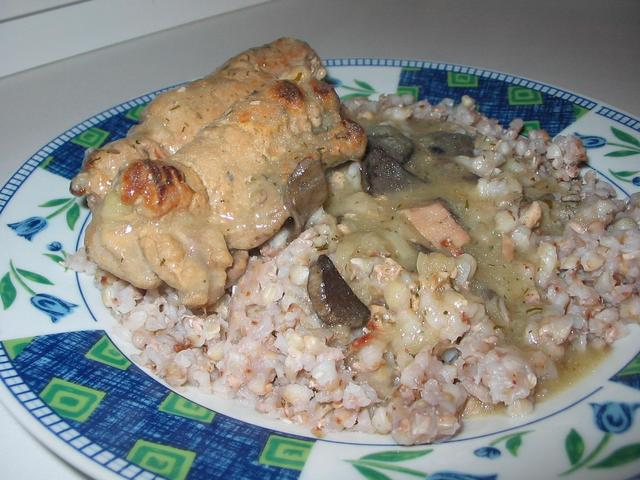
Zrazy podane z nieprażoną kaszą gryczaną i sosem grzybowym (Ukraina)

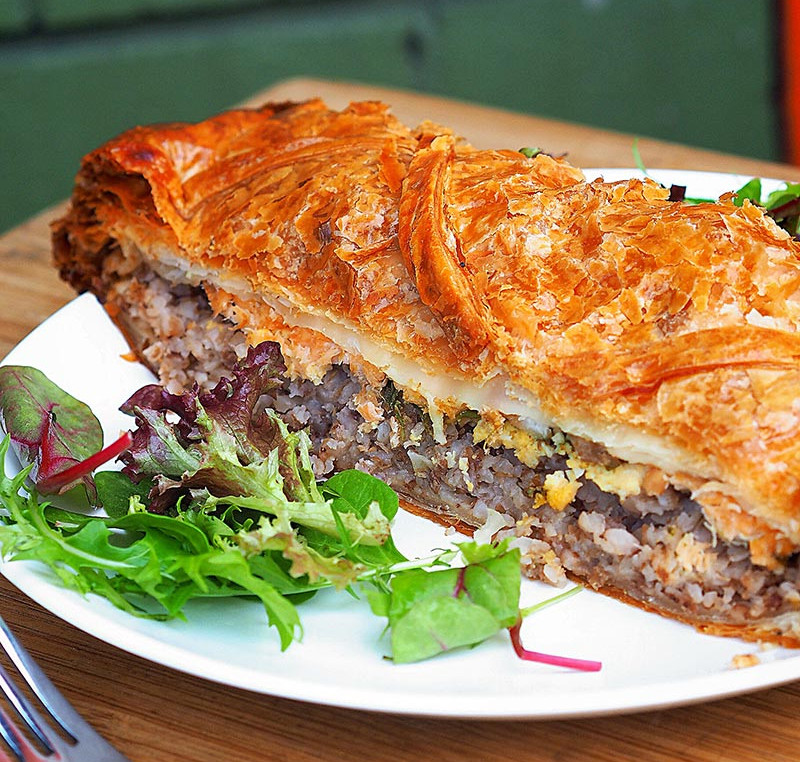
Kulebiak z farszem z kaszy gryczanej i wędzonego łososia

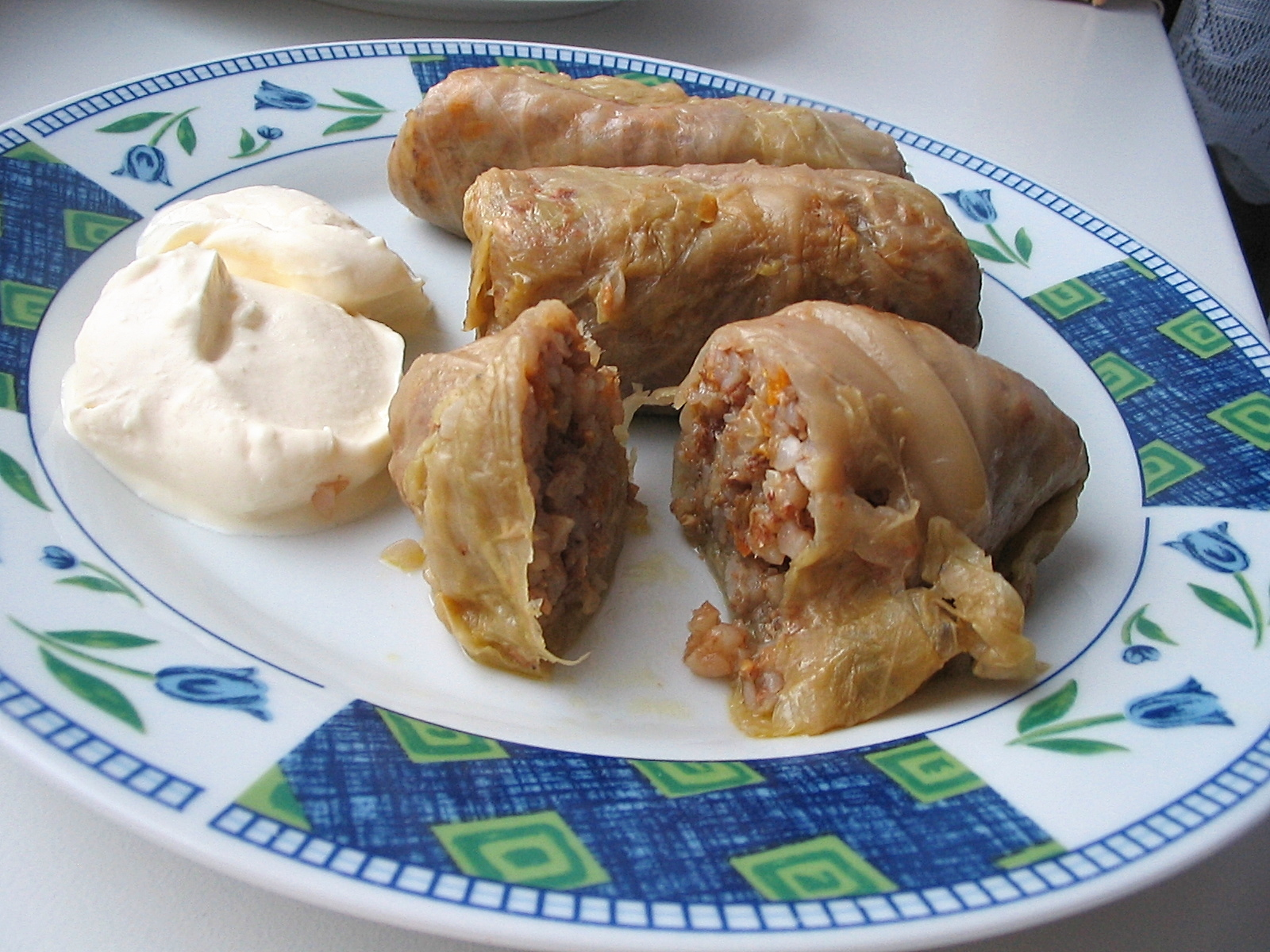
Gołąbki z kaszą gryczaną (Ukraina)

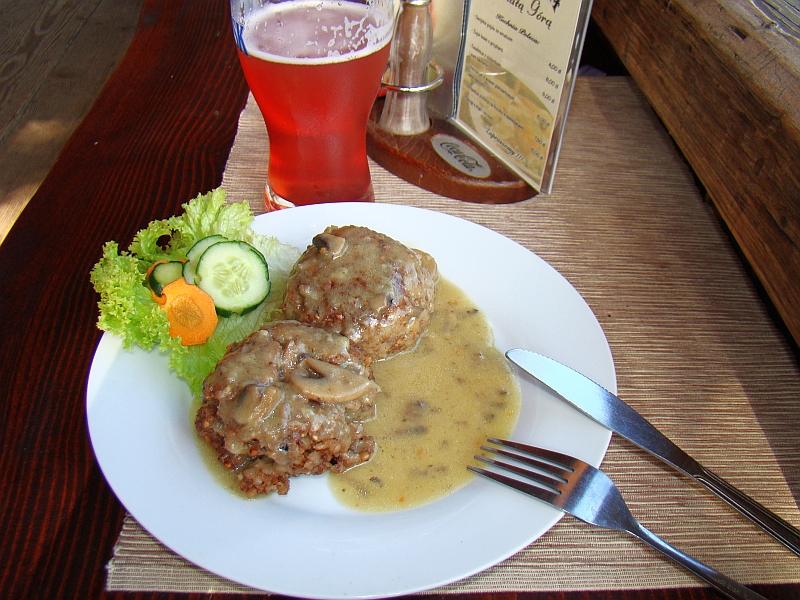
Łemkowskie hreczanyki albo hreczki, mielone kotlety z kaszy gryczanej i mięsa wieprzowego (Sanok).

Kasza gryczana po ugotowaniu zwiększa swoją masę i objętość w następujący sposób:
- uzyskana konsystencja sypka: przyrost 150% objętości i 110% masy – gdy 1 kg kaszy i 21 g soli wchłonie 1,1 kg wody[16];
- uzyskana konsystencja gęsta rozklejona: przyrost 220% objętości i 200% masy – gdy 1 kg kaszy i 30 g soli wchłonie 2 kg wody[16];
- uzyskana konsystencja półgęsta: przyrost 320% objętości i 300% masy – gdy 1 kg kaszy i 40 g soli wchłonie 3 kg wody[16].

Kaszy krakowskiej nie płucze się, ponieważ kasze drobne mocno nasiąkają wodą. Innym powodem jest uniknięcie usunięcia składników rozdrobnionych cząstek ziarna.
Aby przyrządzić kaszę krakowską (lub inną drobną kaszę) na sypko, przed jej ugotowaniem stosuje się tzw. zacieranie jajem.
Z gęstej rozklejonej kaszy krakowskiej, podobnie jak z kaszy manny, przyrządza się kostkę do zup. Aby ugotować kaszę krakowską na kostkę, według polskich podręczników do gastronomii, na 1–1,2 kg kaszy potrzeba 4 litry wody. Kaszę zalewa wrzącą wodą z dodatkiem masła lub margaryny (ok. 1 g masła na 10 g kaszy) soli (do smaku) i powoli gotuje. Gorącą kaszę rozsmarowuje się na grubość ok. 1 cm. Po ostudzeniu kasza uzyskuje konsystencję zestaloną i można ją z łatwością pokroić nożem.

### Kasza gryczana w kuchni polskiej
Tradycja wiąże wprowadzenie gryki na ziemiach polskich z najazdami tatarskimi – stąd nazwa „tatarka”. W rzeczywistości gryka na tych terenach pojawiła się później, rozpowszechniając się dopiero na początku XV wieku.
Stosowanie w dawnej Polsce zamiennie nazw „tatarka” i „hreczka” wynikało z nierozróżniania podobnych do siebie, osobnych gatunków gryki. Obecnie polską kaszę gryczaną produkuje się tylko z gryki zwyczajnej (hreczki). Gryka tatarka traktowana jest natomiast jako chwast. Od nazwy „tatarka” pochodzi stosowane w dawnej Polsce określenie kasza tatarczana. Kaszę gryczaną nazywano również grucą. Na Śląsku występują jeszcze inne określenia: poganka, pohanka, czyli kasza pogańska, pogańskie krupy.
Kasza krakowska, wbrew swojej nazwie była wytwarzana przeważnie w Radomsku. Być może nazwę swoją zawdzięcza temu, że jadali ją Jagiellonowie a może dzięki postaci Kazimierza III Wielkiego. Kazimierz III Wielki (1310–1370) był miłośnikiem kaszy gryczanej – to na jego dworze powstał przepis na „kaszę gryczaną po królewsku”, czyli kaszę gryczaną (zwłaszcza krakowską) gotowaną po uprzednim zatarciu jajem. Kasza krakowska była też ulubioną kaszą Anny Jagiellonki (1523–1596) (czytaj niżej o deserze „kasza królewska Anny Jagiellonki”).

#### Zastosowanie
- Jako danie samodzielne lub jako dodatek do dania drugiego
Współcześnie kasza gryczana stosowana jest w kuchni polskiej przede wszystkim jako dodatek do gorących dań – zarówno mięsnych, jak i wegetariańskich.
Występuje przeważnie jako dodatek do drugiego dania, zwłaszcza do mięs duszonych. Zrazy wołowe podane z kaszą gryczaną są tradycyjną polską potrawą – ich historia sięga XIV wieku[28]. Gdy kasza gryczana stanowi dodatek do drugiego dania, zazwyczaj podaje się ją z sosem (najczęściej grzybowym lub mięsnym). Poza tym spożywa się ją omaszczoną roztopionym masłem, olejem lub skwarkami (ze słoniny lub boczku[25]). Dawniej na Śląsku w porze letniej, osoby trudniące się w porze obiadu pracami polowymi lub pasterskimi posilały się m.in. kaszą gryczaną ze słoniną i maślanką[29].

- Zupy
Kasza gryczana łamana i kasza krakowska nadają się dobrze jako do składnik lub dodatek do zup, np. do produkcji krupniku lub jako dodatek do rosołu. Każdy rodzaj kaszy gryczanej niepalonej (białej) sprawdzi się w zupie mlecznej. Wspomniana wyżej kostka z kaszy krakowskiej zastępuje kluski w zupach takich jak rosół, ogórkowa, pomidorowa oraz jako dodatek do słodkiego mleka[30]. Kaszę krakowską zacieraną jajem podaje się w rosole[31][32]. Dodanie niezatartej kaszy krakowskiej powoduje zabielenie i zmętnienie rosołu[32].

- Kotlety, farsze, kiełbasy, wytrawne zapiekanki etc.
Z kaszy gryczanej i twarogu przygotowuje się jarskie pulpety i kotlety[33][34][35].
Wykorzystywana jest chętnie jako składnik farszów do gołąbków, pierogów, krokietów, pasztecików i słonych zapiekanek[36][28][35]. Nadziewa się nią również pieczone prosięta[37], gęsi[28][38], kaczki etc. Używana jest do wyrobu kaszanek.

- Desery
Z nieprażonych kasz gryczanych przyrządza się np. słodkie leguminy i zapiekanki[39][40][35][41].
Przysmakiem Anny Jagiellonki (1523–1596) miała być legumina przyrządzona z kaszy krakowskiej, jaj, mleka, rodzynek, cukru, masła, wanilii i skórki z cytryny[9]. Sekret tego dania, zwanego „kaszą królewską Anny Jagiellonki”, tkwi w potrójnym wypieczeniu kaszy: po zatarciu białkiem, po zagotowaniu z mlekiem i po zapiekaniu z jajami[9]. Gotowy deser posypuje się cukrem pudrem, przybiera konfiturą wiśniową i podaje z osobno podanym sokiem[42].

#### Tradycyjne polskie potrawy bożonarodzeniowe
Wśród tradycyjnych polskich, postnych potraw wigilijnych, znajduje się wiele przyrządzanych z kasz, w tym właśnie z kaszy gryczanej, są to np.:
- gołąbki z farszem z kaszy gryczanej[43], z kaszy gryczanej i ziemniaków[44][45] lub z kaszy gryczanej i suszonych grzybów (na Lubelszczyźnie gryczano-grzybowe nadzienie zawijano w kiszone liście kapusty[46]);
- groch z kapustą i kaszą gryczaną (w powiecie sandomierskim potrawa okraszona olejem rzepakowym)[47];
- kasza gryczana okraszona olejem lnianym[48];
- pierogi (pierożki) oraz pierogi (placki) z farszem z kaszy gryczanej uzupełnionym dodatkami takimi jak: smażona cebula, twaróg, suszone grzyby lub wędzone śliwki.

#### Lista polskich produktów tradycyjnych
Kasza gryczana lub potrawy z kaszą gryczaną na „Liście produktów tradycyjnych Ministerstwa Rolnictwa i Rozwoju Wsi” (wybór):
- kasza:
  - „Kasza gryczana palona z Antoniowa”: województwo świętokrzyskie (produkt z Antoniowa w powiecie ostrowieckim, w gminie Bałtów)[49]

- kotlety, placuszki:
  - „Golasy z kaszy gryczanej z serem z Łobaczewa Małego”[a]: województwo lubelskie (potrawa z okolic Łobaczewa Małego)[50]

- gołąbki:
  - „Golasy izbickie”[b]: województwo lubelskie (potrawa pochodząca z gminy Izbice)[51]
  - „Czarne gołąbki krużewnickie”: województwo dolnośląskie (nazwa pochodząca od fikcyjnej wsi Krużewniki)[52]
  - „Gołąbki z kaszy gryczanej i ziemniaków”: województwo opolskie[44]
  - „Gołąbki z kaszy gryczanej z tartymi ziemniakami z sosem grzybowym”: województwo podkarpackie (wyrób z gminy Grodzisko Dolne)[53]

- kaszanki:
  - „Beskidzkie jelita”[c]: województwo śląskie (wyrób popularny w Beskidzie Śląskim i Beskidzie Żywieckim)[54]
  - „Czarna kiszka ze Starych Litewnik”: województwo mazowieckie (wyrób pochodzący ze wsi Stare Litewniki)[55]
  - „Kaszanka”: województwo łódzkie (wyrób pochodzący z Białej Góry w gminie Wartkowice)[56]
  - „Kaszanka «nadwieprzanka»”: województwo lubelskie (wytwarzana od 1968 roku w Baranowie nad Wieprzem)[57]
  - „Kaszanka gryczana gospodarza z Kazimierza”: województwo łódzkie (wytwarzana w okolicach wsi Kazimierz koło Lutomierska)[58].
  - „Kaszanka pieczona z Dobrosławowa”: województwo lubelskie (wyrób pochodzący ze wsi Dobrosławów)[59]
  - „Kaszanka rychtalska”: województwo wielkopolskie (wytwarzana na terenie gminy Rychtal)[60]
  - „Kaszanka szydłowiecka z wątróbką w kostkę krojoną”: województwo mazowieckie (wyrób pochodzący z okolic Szydłowca)[61]
  - „Kiszka kaszubska / Cziszka kaszëbska”: województwo pomorskie (potrawa regionalna z okolic miejscowości Gochy)[62]
  - „Krupniok śląski”[d]: województwo opolskie, śląskie oraz gmina Dziadowa Kłoda (powiat oleśnicki, województwo dolnośląskie)[63][64][65]

- kluski i pyzy:
  - „Woleńskie kartoflaki”[e]: województwo lubelskie (potrawa pochodząca ze wsi Wola Osowińska)[66]

- pierogi (pierożki) gotowane:
  - „Pierogi z kaszą gryczaną”: pomorskie (potrawa pochodząca ze wsi Grąziowa)[67]
  - „Pierogi olszewnickie z kaszą gryczaną”: województwo lubelskie (potrawa pochodząca ze wsi Olszewnica w gminie Kąkolewnica)[68]
  - „Pierogi z kaszą gryczaną i twarogiem”: województwo lubuskie[69]
  - „Pierogi nowodworskie”: województwo lubelskie (potrawa pochodząca ze wsi Nowodwór)[70]

- pieczone pierogi i pierożki, pasztety i zapiekanki:
  - „Gryczak janowski”: województwo lubelskie (wypiek pochodzący z Ziemi Janowskiej)[71]
  - „Lubleska gryczanka drożdżowa”[f]: województwo lubelskie (wypiek pochodzący z Jakubowic Konińskich)[72]
  - „Gryczok godziszowski”: województwo lubelskie (wypiek pochodzący z gminy Godziszów)[73]
  - „Kulebiak z Perkowic”[g]: województwo lubelskie (wypiek ze wsi Perkowice w powiecie bialskim, w gminie Biała Podlaska)[74]
  - „Krupiak”: województwo podkarpackie (wypiek z Krzeszowa)[75]
  - „Pieróg (Piróg) Biłgorajski dawniej zwany «krupniakiem»”: województwo lubelskie (wypiek pochodzący z Biłgoraja lub okolic)[76]
  - „Pieróg gryczany”: województwo lubelskie[77]
  - „Pieróg gryczany gałęzowski” ze słodkim nadzieniem z kaszy gryczanej, twarogu i śmietany, pokryty warstwą ciasta naleśnikowego (wypiek ze wsi Gałęzów w gminie Bychawa w województwie lubelskim)[78]
  - „Pieróg z kaszy gryczanej”: województwo podkarpackie (wyrób z gminy Kuryłówka)[79]
  - „Pieróg dachnowski z kaszą gryczaną i ziemniakami”: województwo podkarpackie (wypiek pochodzący ze wsi Dachnów)[80]
  - „Pieróg postny ze Starych Kolni”: województwo opolskie (wypiek pochodzący ze wsi Stare Kolnie)[81]
  - „Pierożki leżachowskie pieczone z kaszą gryczaną”: województwo podkarpackie (potrawa pochodząca ze wsi Leżachów)[82]
  - „Słupiański siekaniec dworski”: województwo świętokrzyskie (wypiek pochodzący ze wsi Słupia)[83]
  - „Trzepka”[h]: województwo łódzkie (potrawa z powiatu pajęczańskiego)[84]

- pieczywo i ciasta:
  - „Chleb gryczany”: województwo łódzkie[85]
  - „Syrnik z krupami[i]”: województwo podkarpackie (wypiek z gminy Sieniawa)[86]

- inne:
  - „Farsz z kaszy gryczanej”[j]: województwo świętokrzyskie (wyrób ze wsi Małyszyn Dolny)[36]
  - „Gęś owsiana ostrzeszowska”[k]: województwo wielkopolskie (potrawa z okolic Ostrzeszowa)[38]
  - „Ludwińskie prosię pieczone faszerowane”[l]: województwo lubelskie (potrawa z gminy Ludwin)[37]

### Kasza gryczana w kuchni białoruskiej, litewskiej, rosyjskiej i ukraińskiej
Kasza gryczana jest ważnym elementem kuchni białoruskiej, litewskiej, rosyjskiej i ukraińskiej. 